# Apogon leptocaulus
Apogon leptocaulus är en fiskart som beskrevs av Gilbert 1972. Apogon leptocaulus ingår i släktet Apogon och familjen Apogonidae. Inga underarter finns listade i Catalogue of Life.